# Ateneo Puertorriqueño
El Ateneo Puertorriqueño es una de las principales instituciones culturales de la isla de Puerto Rico. Fue fundado en el 30 de abril de 1876 y es la institución cultural más antigua de Puerto Rico.
El Ateneo sirve como un museo, escuela, la biblioteca y sala de espectáculos para Puerto Rico. Allí se han organizado una serie de concursos, conferencias y exposiciones cada año, además de la presentación de lo mejor del arte, la literatura y la música que Puerto Rico tiene para ofrecer. Algunos dicen que fue la primera institución de educación superior en Puerto Rico.
Fuera de su propio edificio en Puerta de Tierra, junto al Viejo San Juan, en una franja a lo largo de la Avenida Juan Ponce de León, también alberga la «Casa de España», la Biblioteca Carnegie, el complejo del Capitolio de Puerto Rico y la sede del Comité Olímpico de Puerto Rico.